# Mortes em outubro de 2009
Mortes em 2009: ← Janeiro – Fevereiro – Março – Abril – Maio – Junho – Julho – Agosto – Setembro – Outubro – Novembro – Dezembro →
A lista a seguir relaciona pessoas notáveis que morreram em outubro de 2009:

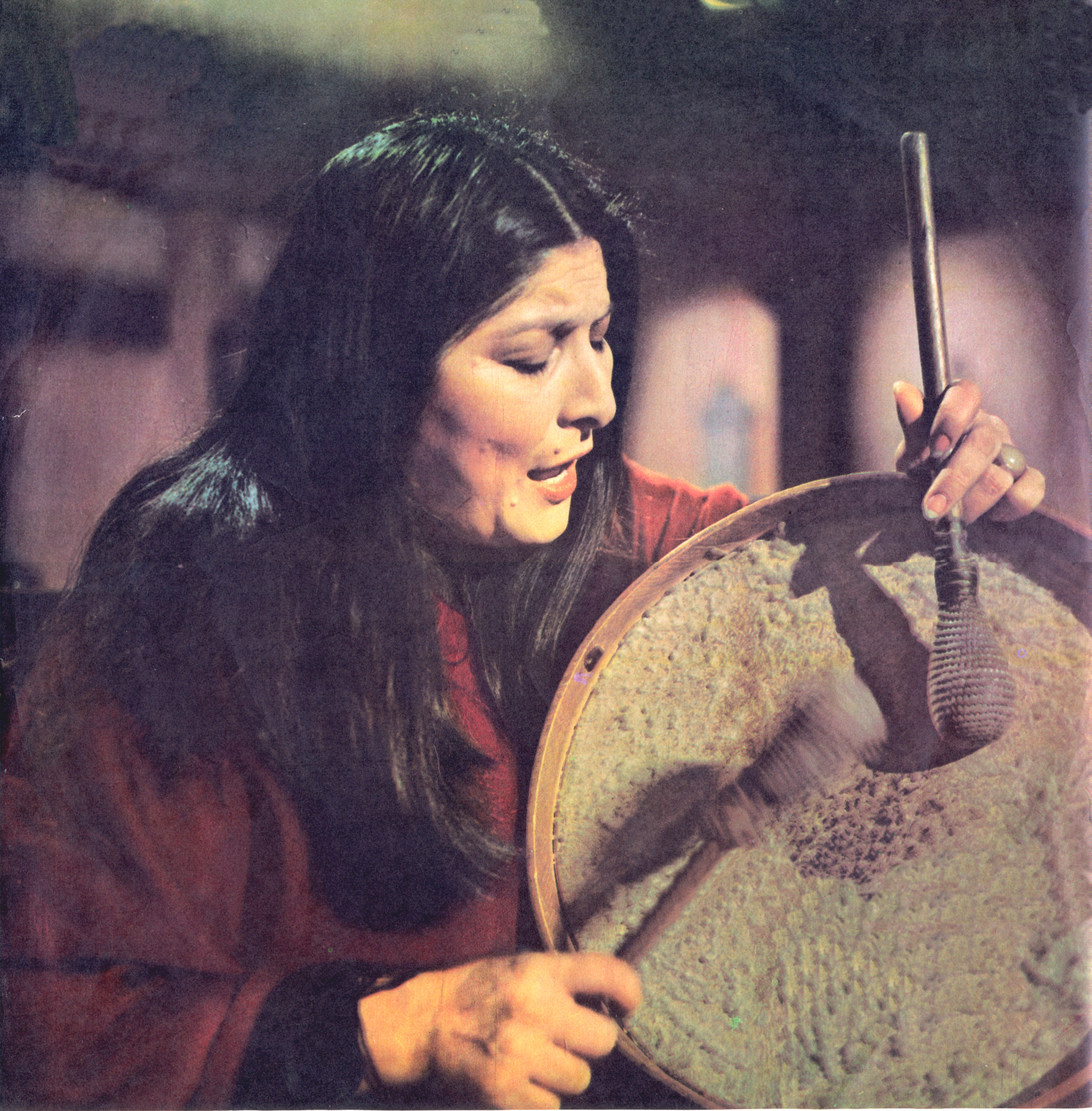
Mercedes Sosa, cantora argentina.

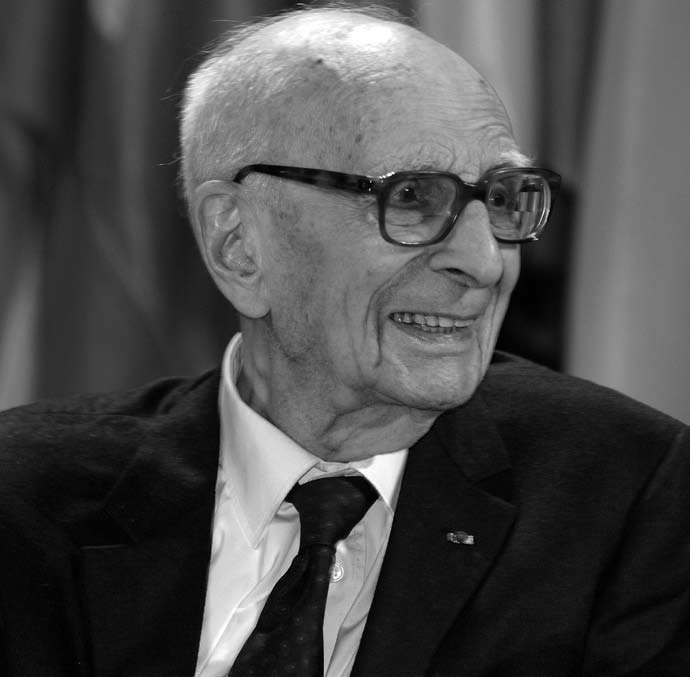
Claude Lévi-Strauss, antropólogo francês.

| Dia | Nome                | Profissão ou motivo de reconhecimento | Nacionalidade      | Ano de nasc. | Ref    |
| --- | ------------------- | ------------------------------------- | ------------------ | ------------ | ------ |
| 1   | Otar Chiladze       | Escritor                              | Geórgia            | 1933         | [ 1 ]  |
| 1   | André-Philippe Futa | Político                              | Rep. Dem. do Congo | 1943         | [ 2 ]  |
| 1   | Bhandit Rittakol    | Cineasta e escritor                   | Tailândia          | 1951         | [ 3 ]  |
| 2   | Rolf Rüssmann       | Treinador e futebolista               | Alemanha           | 1950         | [ 4 ]  |
| 4   | Mercedes Sosa       | Cantora                               | Argentina          | 1935         | [ 5 ]  |
| 4   | Veikko Huovinen     | Escritor                              | Finlândia          | 1927         | [ 6 ]  |
| 7   | Irving Penn         | Fotógrafo                             | Estados Unidos     | 1917         | [ 7 ]  |
| 10  | Stephen Gately      | Cantor                                | Irlanda            | 1976         | [ 8 ]  |
| 11  | Gustav Kral         | Futebolista                           | Áustria            | 1983         | [ 9 ]  |
| 11  | Joan Martí i Alanis | Bispo                                 | Espanha            | 1928         | [ 10 ] |
| 12  | Frank Vandenbroucke | Ciclista                              | Bélgica            | 1974         | [ 11 ] |
| 13  | Orane Simpson       | Futebolista                           | Jamaica            | 1983         | [ 12 ] |
| 13  | Al Martino          | Cantor e ator                         | Estados Unidos     | 1927         | [ 13 ] |
| 14  | Antônio Cheuiche    | Bispo                                 | Brasil             | 1927         | [ 14 ] |
| 15  | Emil Rached         | Basquetebolista                       | Brasil             | 1943         | [ 15 ] |
| 19  | Joseph Wiseman      | Ator                                  | Canadá             | 1918         | [ 16 ] |
| 19  | Octávio Moraes      | Futebolista e arquiteto               | Brasil             | 1923         | [ 17 ] |
| 20  | Yuri Ryazanov       | Ginasta                               | Rússia             | 1987         | [ 18 ] |
| 23  | Jack Poole          | Empresário                            | Canadá             | 1933         | [ 19 ] |
| 28  | Taylor Mitchell     | Cantora                               | Canadá             | 1990         | [ 20 ] |
| 29  | Norman Painting     | Ator                                  | Estados Unidos     | 1924         | [ 21 ] |
| 30  | Juvenal Amarijo     | Futebolista                           | Brasil             | 1923         | [ 22 ] |
| 30  | Cristina Pereira    | Jogadora de vôlei                     | Portugal           | 1968         | [ 23 ] |
| 31  | Claude Lévi-Strauss | Antropólogo                           | França             | 1908         | [ 24 ] |
| 31  | Neguinho do Samba   | Músico                                | Brasil             | 1955         | [ 25 ] |